# Radiole
En zoologie, la radiole est le nom donné aux piquants qui protègent la carapace de la plupart des oursins.

## Étymologie
Le terme de « radiole » vient du latin radiolus signifiant « petit rayon ».

## Description
Les radioles sont composés d'une structure minérale (appelée stéréome) en carbonate de calcium renforcé par une armature en cristaux de calcite. Ces deux ingrédients donnent aux piquants des oursins une grande solidité, mais aussi un poids modéré et une certaine souplesse, ainsi que la capacité de se morceler une fois brisés dans un corps étranger, tout comme de se régénérer à partir de la cuticule.